# 基伦·麦克马斯特
基伦·麦克马斯特，OBE（英語：Kyron McMaster，1997年1月3日—）生于托尔托拉岛罗德城，是一名英属维尔京群岛男子田径运动员，主攻400公尺跨栏。他曾于2015年至2016年在中亚利桑那学院就读。2017年9月，颶風艾瑪侵袭加勒比地区，麦克马斯特的教练Xavier Samuels因此丧生，此事给麦克马斯特带来不小打击，他一度有了退役的念头，后来他在旁人说服下放弃退役的念头，开始师从新教练Lennox Graham。2018年4月，他在澳大利亚黄金海岸举行的英联邦运动会上获得男子400公尺跨栏金牌，成为历史上首位获得英联邦运动会金牌的英属维尔京群岛选手。2021年8月，他在东京奥运男子400公尺跨栏项目上获得第四名，又成为历史上首位在奥运会上进入前四名的英属维尔京群岛选手。